# صحنه سفلی
صحنه سفلی روستایی در دهستان گرگان‌بوی بخش مرکزی شهرستان آق‌قلا استان گلستان ایران است.

## جمعیت
بر پایه سرشماری عمومی نفوس و مسکن در سال ۱۳۹۵ جمعیت این مکان ۳٬۶۷۶ نفر (۱٬۰۳۰خانوار) بوده‌است.